# Ротака

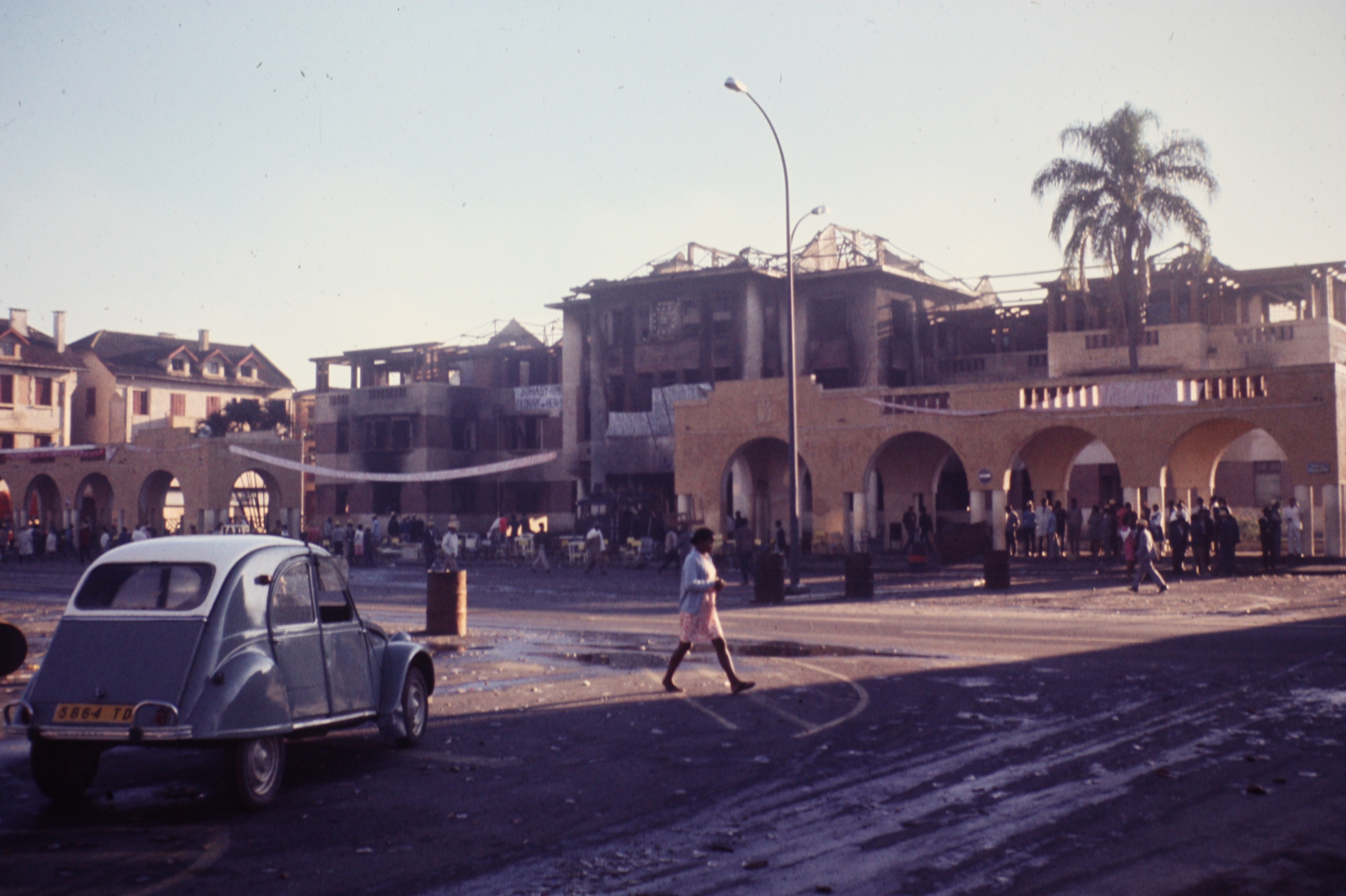
Протестующие в Антананариву в 1972 году сожгли здание ратуши (Hotel de Ville).

Ротака (малаг. Rotaka) — серия крестьянских, рабочих и студенческих протестов на Мадагаскаре в период с апреля 1971 по май 1972 года (их тогдашний апогей известен также как Малагасийский май). Волнения и революционные выступления привели к краху Первой Малагасийской республики и президента Филибера Цирананы.

## Предпосылки
Мадагаскар восстановил независимость от Франции в 1960 году. Первый президент страны Филибер Циранана не был избран на открытых выборах, а был назначен сенатом, в котором доминировала профранцузская Социал-демократическая партия (СДП) Цирананы. СДП была ответвлением ПАДЕСМ — профранцузской партии прибрежных народов, сформированной в ответ на создание в 1946 году выходцами из верхушки народа мерина, господствовавшего в доколониальном королевстве Имерина, Демократического движения малагасийского обновления.
Под руководством Цирананы на острове сохранялось влияние бывшей метрополии. В 1969 году иностранцы контролировали 95 % современного промышленного сектора и производили четверть всей экспортируемой сельскохозяйственной продукции, несмотря на то, что составляли ничтожную часть населения. Продажа промышленных товаров в основном контролировалась населением южноазиатского происхождения, а экспортно-импортные компании принадлежали французам.
Хотя Мадагаскар во времена своей Первой республики по большей части переживал периоды экономического подъёма на большинстве своей территории, в конце 1960-х в экономике острова наступил спад и ухудшение качества жизни, в значительной степени вызванные глобальными экономическими условиями и неэффективным ответом на них циранановского руководства.
В народе росло неодобрение администрации Цирананы. Среди самых громких критиков властей был Мундза Дзауна из левой партии МОНИМА, который ранее два года был мэром Тулиары (1959—1961). С тех пор он приобрёл имидж оппозиционного деятеля и защитника простых людей против всё более непопулярного курса СДП, включая неоколониальные экономические и культурные отношения с Францией.
В течение первого десятилетия господства СДП в малагасийской политике члены правящей партии постепенно стали сосредотачиваться не столько на общих целях предотвращения возрождения власти Мерина, сколько на получении политических и финансовых выгод для своей конкретной этнической группы. К 1970 году внутри СДП возникла сильная напряженность между союзом её членов из северных и западных регионов, включая президента Циранану, и выходцами с юга острова, которые оказались маргинализированы и всё больше симпатизировали Дзауне. Чтобы нейтрализовать последнего и сокрушить его партию МОНИМА, власть решила спровоцировать Дзауну: 10 марта 1971 года министр внутренних дел Андре Ресампа из западного прибрежного города Мурундава предложил ему возглавить движение за свержение Цирананы. Возможные последующие действия Дзауны предоставили бы СДП шанс арестовать лидера и других ключевых фигур оппозиции; советники Цирананы ожидали, что аресты также деморализуют своих же однопартийцев по СДП и их избирателей, укрепив контроль северян над партией и политикой страны.

## Крестьянские протесты (1971)
Крестьянство было недовольно давлением правительства на сбор налогов тогда, когда местные стада крупного рогатого скота были разорены болезнями, и Дзауна подстрекал вооружённых крестьян к выступлениям в Тулиаре. В ходе поднявшихся 1 апреля 1971 года крестьянских волнений протестующие атаковали военные и административные центры, надеясь на поддержку в виде оружия и подкреплений из КНР. Но помощь из-за рубежа так и не пришла, и восстание было жёстко подавлено. По разным оценкам, погибли от 50 до 1000 человек. 
Официальным указом от 3 апреля 1971 партию МОНИМА распустили, а 6 апреля президент Циранана по радио обвинил Дзауну в кровопролитии по итогу столкновений между полицией и протестующими (а также в том, что он коммунист, что Дзауна громко отрицал, объявив себя «националистом со дня своего рождения»). 12 мая Циранана и шесть министров, включая Ресампу, прибыли в Тулиару, чтобы встретиться с Дзауной; лидер МОНИМА согласился поговорить с президентом (но только на малагасийском языке, а не на французском), заявил, что стремится работать в гармонии с главой государства и был освобождён из тюрьмы.
Хотя протест был быстро подавлен, а МОНИМА запрещена, усилия партии и крестьян оказали значительное влияние на общественное восприятие властей Циранане. Благостное представление малагасийского народа о своём первом президенте было подорвано жестоким подавлением Цирананой довольно безобидного протеста крестьян.

## Студенческие протесты (1971—1972)
24 марта 1971 года студенты Медицинского колледжа в Антананариву начали акцию протеста, выражая народное неприятие политического курса и репрессий неоколониальной администрации президента Цирананы. Протест быстро охватил 5000 студентов многочисленных колледжей Университета Антананариву. В ответ Циранана временно закрыл вуз и запретил собрания многочисленных студенческих организаций, но продолжал разрешать собрания социалистической студенческой группы, связанной с СДП.
Сообщения об этом протесте в средствах массовой информации, как и произошедшее в Тулиаре вдохновили учащихся школ и университетов с 19 апреля начать акции солидарности с протестующими. Был сформирован комитет из студентов, преподавателей, журналистов, юристов и других деятелей, требующий информацию о статусе заключённых, отправленных на островок Нуси-Лава, где колониальное правительство интернировало политических оппонентов. Под его давлением содержащиеся в островной тюрьме политзаключённые в итоге были освобождены.
24 апреля 1972 года учащиеся средней школы в столице Антананариву протестовали в знак солидарности со студентами городского медицинского университета, требуя поддержать пересмотр учебной программы колониальной эпохи и сокращение педагогов из метрополии. 3 мая полиция разогнала студенческую демонстрацию в городке Амбалавау, в результате чего погиб один человек. Это усилило уличные демонстрации против репрессий, при этом правительство сначала пыталось отрицать факт смерти, а затем не позволило семье юноши похоронить его по традиционным обычаям. По итогу демонстрации из 30-40 тысяч человек движение приобретает отчетливо политический характер, не только стремясь изменить систему образования, но и открыто выступая против правительства, а стачечный комитет пытается установить контакты с профсоюзным движением, чтобы создать общий фронт борьбы.
На 13 мая было назначен общий сбор студентов и рабочих, но в ночь на эту дату в университет вторглась полиция, арестовав членов стачкома, правительство объявило об их депортации на Нуси-Лаву, а силы безопасности расстреляли протестующих студентов, занявших с сочувствующими горожанами центр столицы. В последующие дни демонстрации с участием около 100 000 человек, созванные при поддержке профсоюзов, христианских церквей и оппозиционных политических организаций, требовали освобождения депортированных (что правительство приняло 16 мая) и отставки властей.

## Последствия
Таким образом, назревавшее в стране недовольство курсом внутренней и внешней политики правительства Ф. Цирананы вылилось в столичные выступления студенчества, учащихся школ, преподавателей, рабочих и крестьян с требованием демократизации общества, усиления контроля над национальной экономикой, совершенствования системы образования, пересмотра франко-мадагаскарских соглашений о сотрудничестве 1960 года. В остальной стране также начались массовые демонстрации, была объявлена всеобщая забастовка.
В такой обстановке и в рамках чрезвычайного положения президент Циранана через несколько дней был вынужден объявить о своей отставке (накануне, 17 мая посольство Франции объявило, что французская армия не будет вмешиваться в защиту Циринаны, и командующий Ришар Рацимандрава также сообщил президенту, что его не собирается защищать и сама малагасийская армия). Было создано переходное правительство под руководством генерала Габриэля Рамананцуа. События в конечном итоге привели к установлению в 1975 году просоциалистической Демократической Республики Мадагаскар.
Самая популярная музыкальная группа Мадагаскара, Mahaleo, была сформирована старшеклассниками, выступавшими на школьных протестах в Анцирабе.

## Революционные комитеты
Во время протестов бастующие организовывали комитеты и ассамблеи: в учебных заведениях создавались общешкольные собрания (собиравшиеся каждый день), «постоянный совет» с двумя делегатами от школы и «забастовочный комитет» с десятком членов; делегаты могли быть отозваны в любое время тем, кто их выбрал. Однако с 12-13 мая, когда большинство лидеров студентов и учащихся было арестовано, руководство протестующими перешло к рабочему забастовочному движению и избранному на рабочих местах 17 и 18 мая комитету делегатов. Комитеты рабочих, студентов и учащихся объединились с комитетами педагогов и безработной молодёжи в «Комитет совместной борьбы» (КИМ — Komity iraisan’ny mpitolon), насчитывавший около 60 членов.
КИМ оказался более радикальным, чем новый режим Рамананцуа, выставив последнему несколько условий для его признания — отставка Циринаны, прекращение соглашений о сотрудничестве с Францией, созыв общенационального собрания народных представителей, рабочий контроль, полная свобода слова, освобождение политзаключённых, ограничение полномочий военных, — но в итоге признал новое правительство 20 мая. При этом КИМ настаивал, что легитимность власти исходит от забастовочных комитетов как представителей народа, и его более идеологизированные элементы (связанные с газетой «Ny Andry») отстаивали идею установления новой политической системы, основанной на прямой демократии.
Однако вскоре КИМ подвергся репрессиям со стороны нового режима — правительство объявляло осадное положение для подавления протестов КИМ в конце июня 1972 года и 29 августа, за несколько дней до «всенародного съезда». Когда тот, наконец, собрался 4 сентября, то тоже подвергся давлению властей и оказался разделён между радикалами КИМ и более умеренными и благосклонными к правительству делегатами из провинции — и закрылся через несколько дней, 19 сентября, так и не разработав новой модели правления, на которую надеялись его инициаторы. Леворадикальные элементы КИМ в итоге создали партию под названием Партия за власть пролетариата (фр. Mouvement pour le pouvoir prolétarien) или «Борцы за власть простым людям — Борцы в защиту революции» (малаг. Mpitolona ho amin’ny Fanjakana ny Madinika, MFM-MFT), ныне известную как Движение за прогресс Мадагаскара.